# 5th Element
5th Element – polski duet producencki wykonująca muzykę klubową. Powstał w 2006 roku w Warszawie z inicjatywy Pawła Ziętary pseud. "Pablo de Silva" oraz Łukasza Mackiewicza-Krzosa. Równolegle muzycy utworzyli grupę producencką Element Group. W 2008 roku wraz z Korą Jackowską, wokalistką zespołu Maanam duet nagrał album pt. Metamorfozy. 
W 2009 roku duet 5th Element otrzymał propozycję skomponowania medialnego projektu muzycznego, wspólnie z telewizją TVN pod kierownictwem Oliviera Janiaka. 1 grudnia 2009 miała miejsce premiera kalendarza "Dżentelmeni 2010". Była to czwarta edycja tej publikacji w ramach prowadzonej przez Oliviera Janiaka charytatywnej akcji "Stop bosym stopom". Do kalendarza ze zdjęciami Mateusza Nasternaka dołączona została płyta 2010 Muzyka z serca z muzyką 5th Element. 

## Dyskografia
Albumy
| Rok  | Tytuł                                                                                          | Pozycja na liście |
| Rok  | Tytuł                                                                                          | POL               |
| ---- | ---------------------------------------------------------------------------------------------- | ----------------- |
| 2008 | Metamorfozy (oraz Kora) - Data: 26 września 2008 - Wydawca: Kamiling Co/Universal Music Polska | 19                |
| 2009 | 2010 Muzyka z serca - Data: 4 grudnia 2009 - Wydawca: EMI Music Poland                         | 5                 |

Wyprodukowane albumy
| Rok  | Tytuł                                                                          | Pozycja na liście |
| Rok  | Tytuł                                                                          | POL               |
| ---- | ------------------------------------------------------------------------------ | ----------------- |
| 2011 | Doda - 7 pokus głównych - Data: 30 maja 2011 - Wydawca: Universal Music Polska | 4                 |

Single
| 2008                           | "Senna leniwa niedziela" (oraz Kora) | 45 | Metamorfozy |
| 2009                           | "Silence Now"                        | —  | —           |
| 2009                           | "Express Yourself"                   | —  | —           |
| "—" pozycja nie była notowana. |                                      |    |             |